# Kraken botnet
O Kraken botnet foi o maior botnet por volta de 2008. Pesquisadores dizem que o Kraken infectou máquinas de ao menos 50 das empresas da Fortune 500 e cresceu para ter mais de 400.000 bots. Estima-se que ele enviava 9 bilhões de mensagens spams por dia. o malware do Kraken botnet foi projetado para evadir softwares antivírus e empregava técnicas pare prevenir o progresso de software antivírus convencionais.
Em abril de 2008, a Damballa divulgou instruções para remover os malwares do Kraken de computadores e uma lista de IPs que eram parte do Kraken botnet. A lista mostrou que em 13 de abril de 2008, existiam 495 mil computadores no Kraken botnet.